# Bab Ezzouar
 (octobre 2010).
Si vous disposez d'ouvrages ou d'articles de référence ou si vous connaissez des sites web de qualité traitant du thème abordé ici, merci de compléter l'article en donnant les références utiles à sa vérifiabilité et en les liant à la section « Notes et références ».
Bab Ezzouar est une commune de la wilaya d'Alger en Algérie, située dans la banlieue Est d'Alger.
Sur le sud du territoire de la commune est implanté le quartier d'affaires, le premier en Algérie. Le quartier abrite notamment les sièges de nombreuses entreprises algériennes et étrangères.

## Géographie

### Situation
La commune de Bab Ezzouar est située à environ 15 km à l'est d'Alger.
| Mohammadia | Bordj El Kiffan | Bordj El Kiffan, Forêt de Bordj El Kiffan. |
| Oued Smar  | Bab Ezzouar     | Dar El Beïda                               |
| Oued Smar  | Oued Smar       | Oued Smar                                  |

### Géologie et relief
La commune de Bab Ezzouar se trouve dans la plaine de Mitidja, sur une altitude comprise entre 15 et 30 mètres.

## Hydrographie

### Barrages
La commune bénéficie d'un approvisionnement en eau en provenance du Barrage de Douéra d'une capacité de 87 000 000 m3.

### Stations de dessalement d'eau de mer
La commune est également approvisionnée en eau potable à partir de la station de dessalement d'eau de mer de El Hamma produisant 200 000 m3 d'eau potable par jour.

## Voies de communication et transports en commun

### Routes
La commune de Bab Ezzouar est desservie par plusieurs routes nationales et locales.
- Route nationale 11 (RN 11), route d'Oran.
- Route nationale 05 (RN 5), route du Constantinois.
- Pénétrante de l'aéroport d'Alger HB en direction de Bordj El Kiffan.
- Route de Bab Ezzouar, en direction de Oued Smar.
- Route de Dar El Beïda, donnant accès au quartier d'affaires.
- Boulevard de l'université, depuis le grand carrefour de Souk El Fellah vers le quartier d'affaires en passant par l'université de l'USTHB.

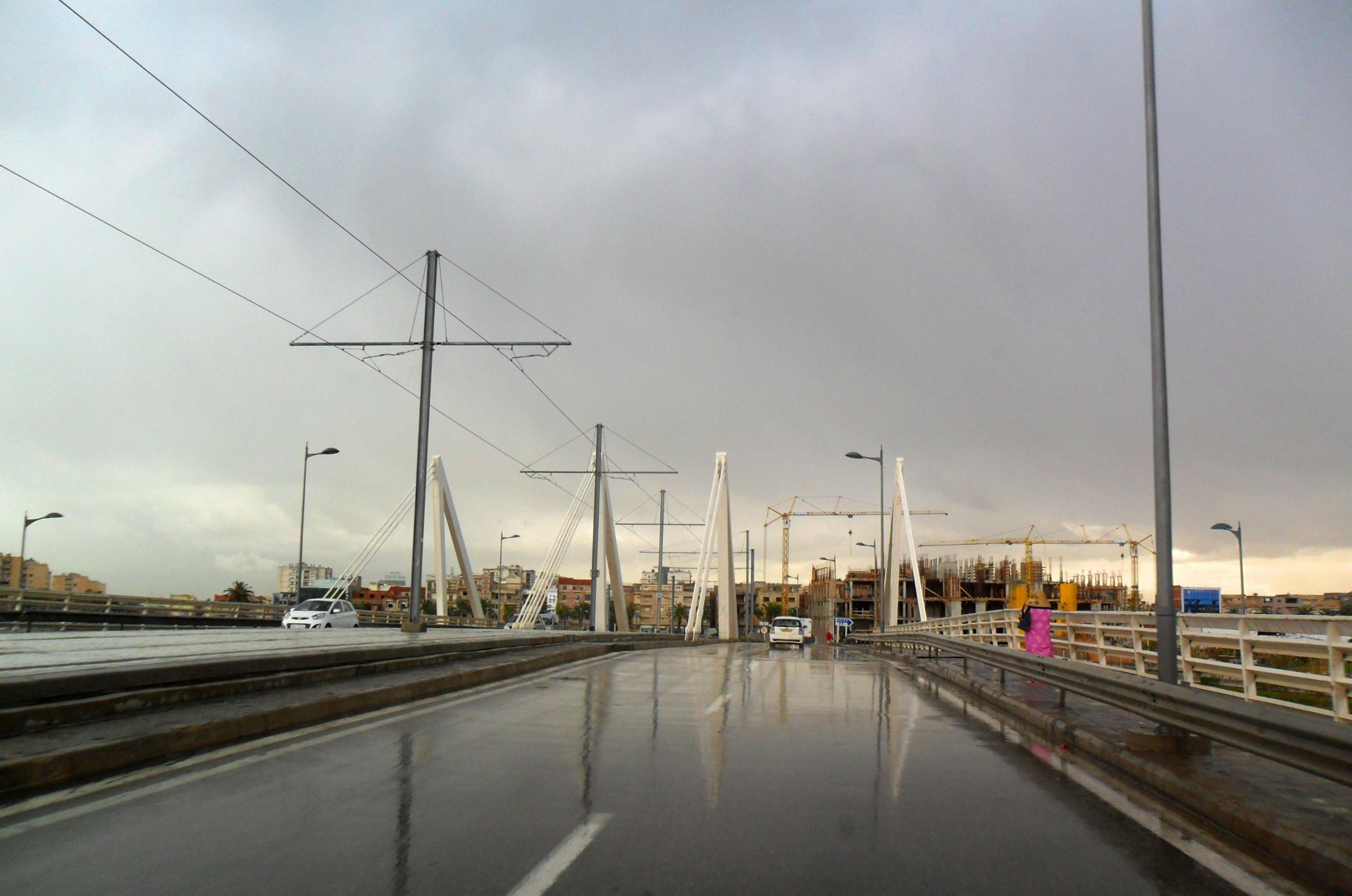
Ponts liant les communes de Bab Ezzouar (au niveau du grand carrefour de Souk El Fellah) à celle d'El Mohamadia (au quartier Zerhouni Mokhtar, ex-Bananiers).
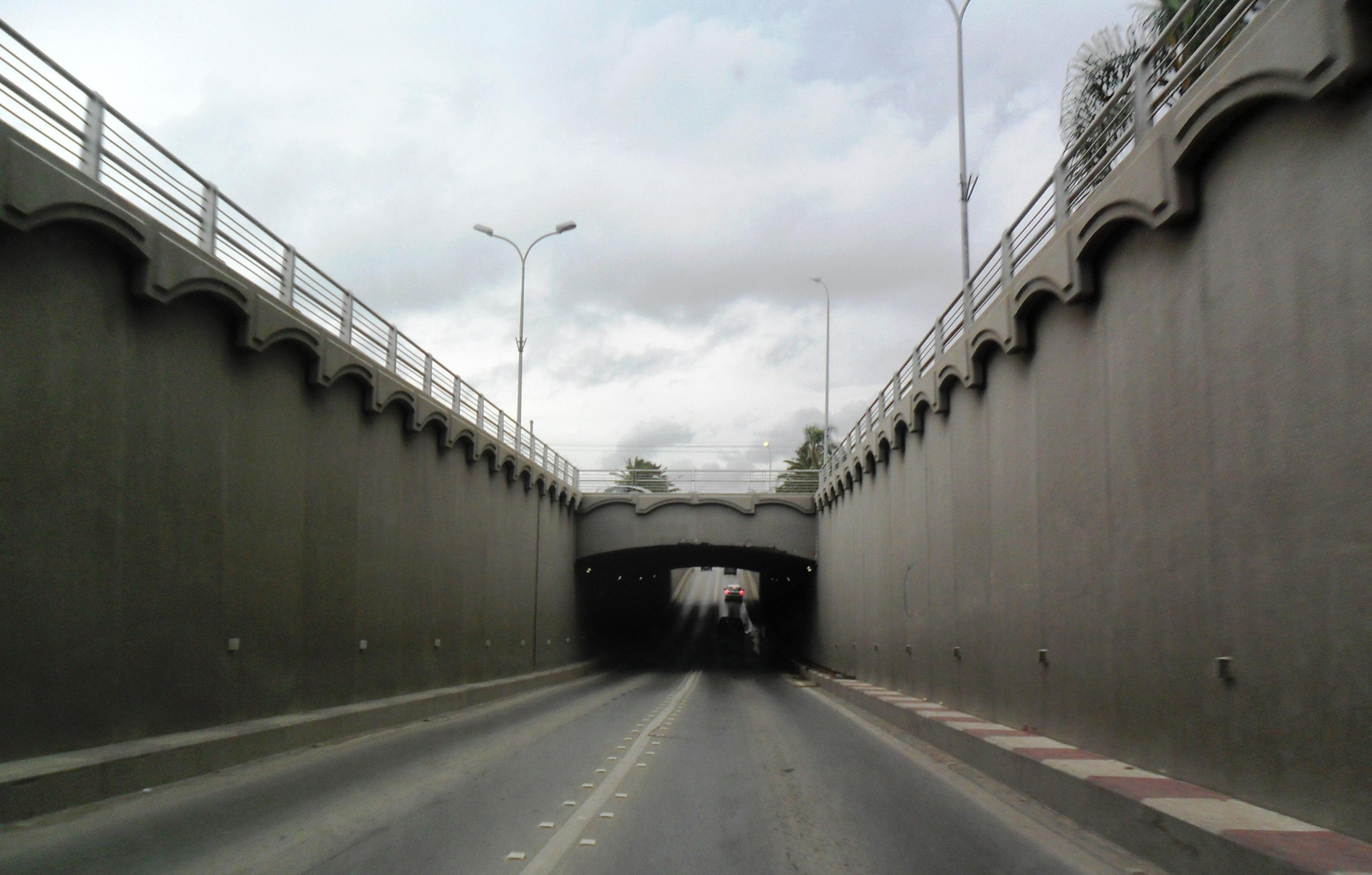
Trémie du grand carrefour de Souk El Fellah, en direction du pont de Bab Ezzouar en venant d'El Alia.
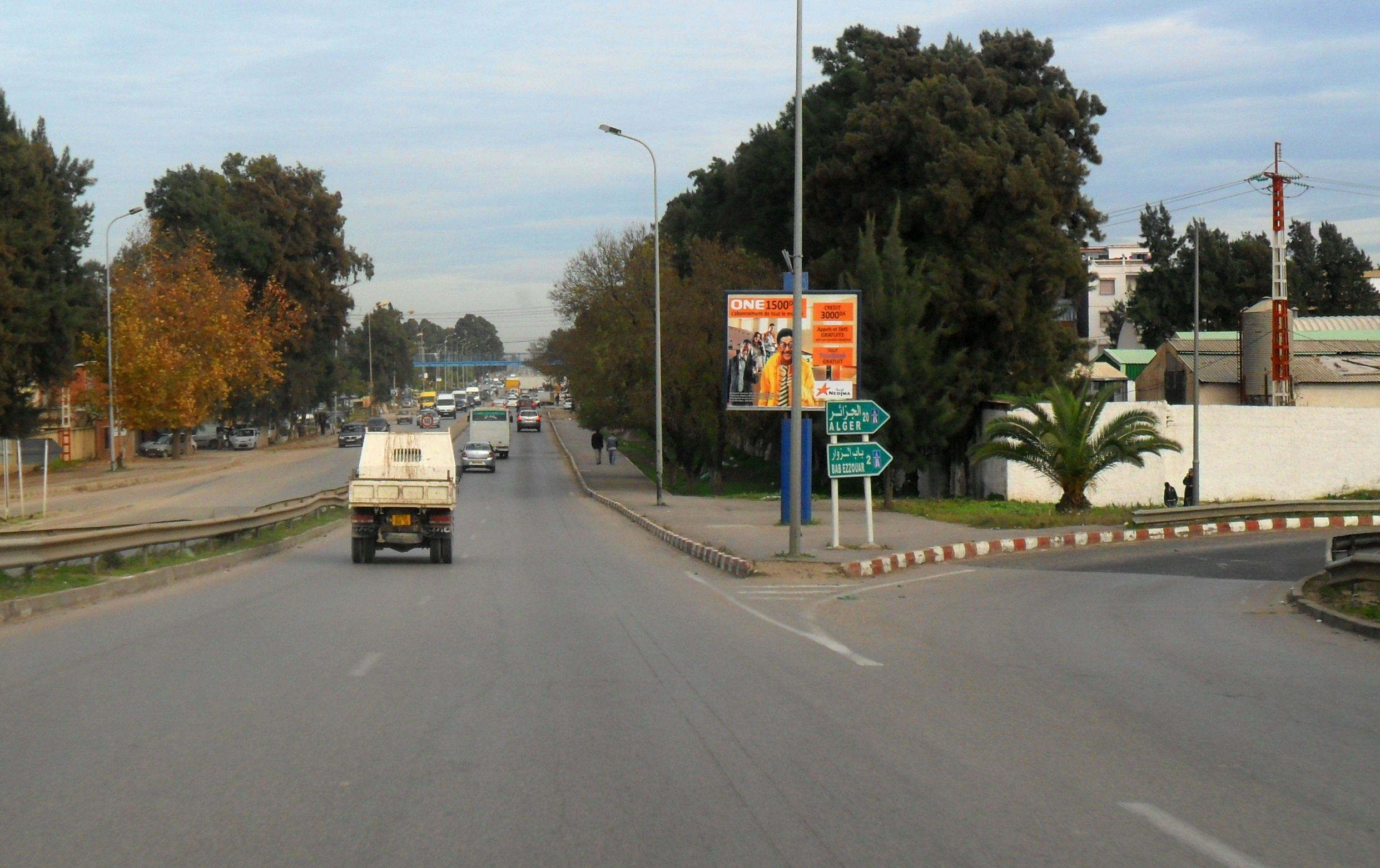
La RN No 5 en direction d'El Hamiz et Rouiba, sortie est de Bab Ezzouar.
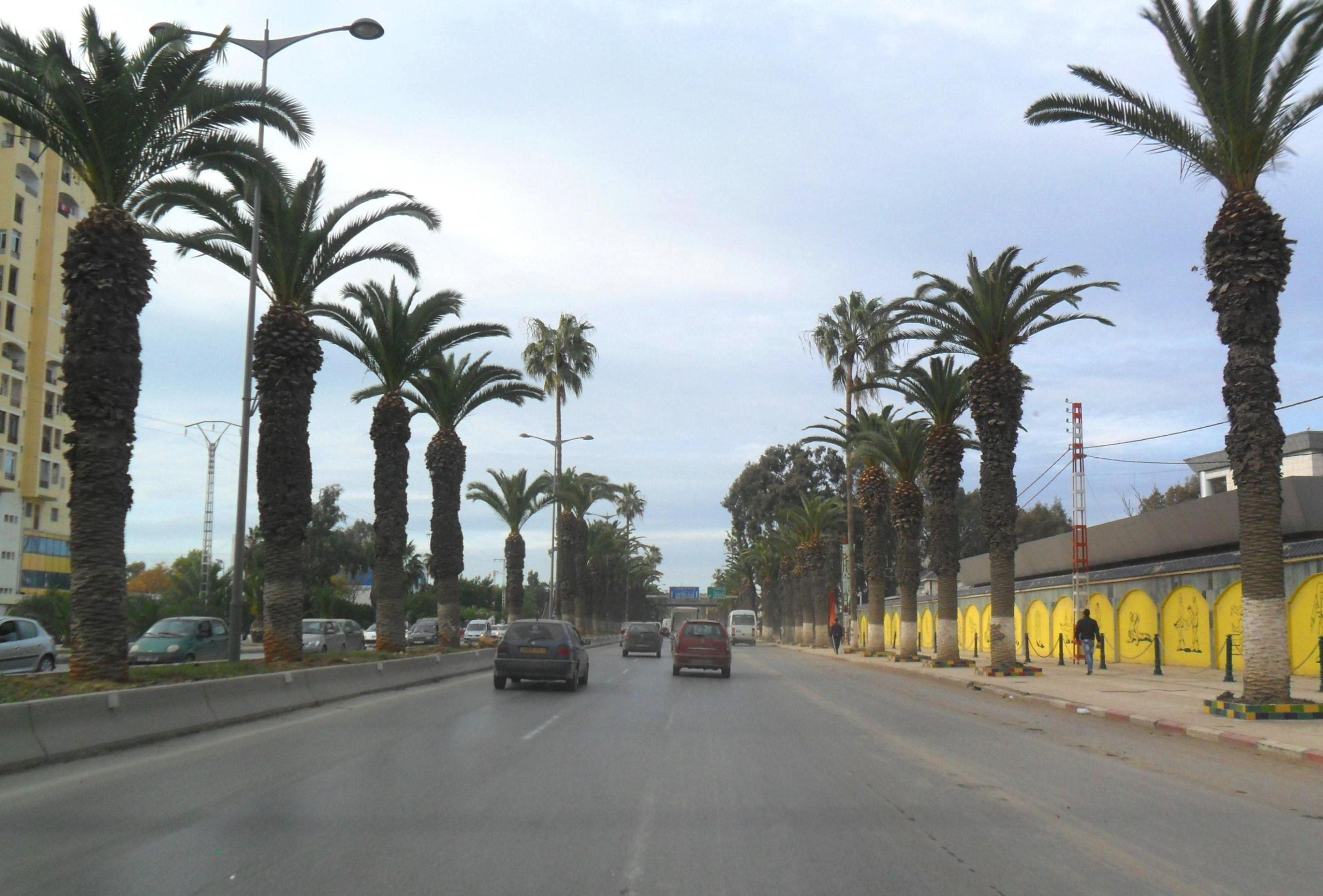
La pénétrante de l'aéroport, limite géographique entre les communes de Bab Ezzouar (à gauche) et de Dar El Beïda (à droite).
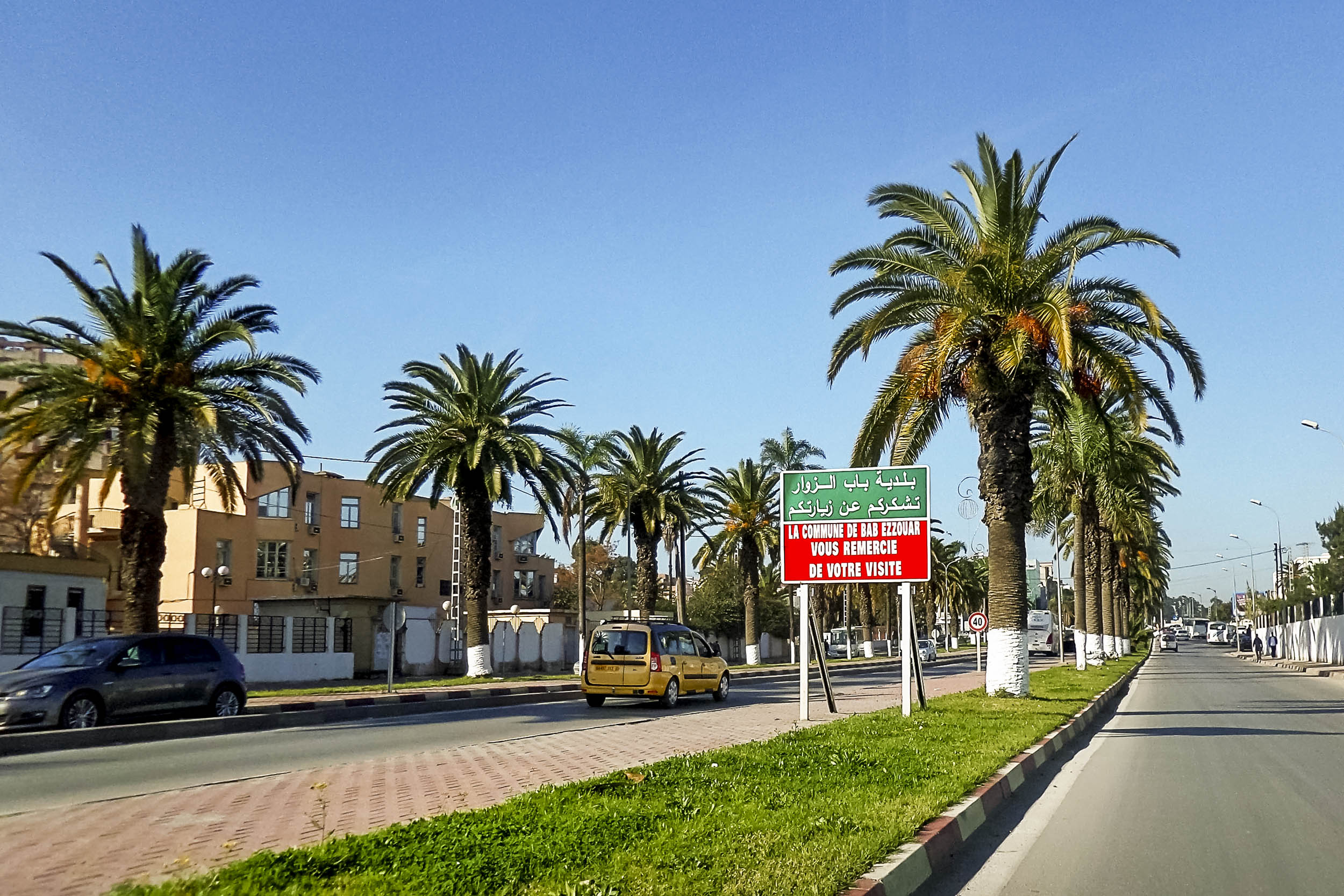
Sortie ouest en direction du carrefour de Souk El Fellah et d'Alger-Centre.

### Transports publics
La commune est desservie par le tramway d'Alger qui relie au nord à la ville de Bordj El Kiffan, et à l'ouest au quartier de Ruisseau en passant par les communes d'El Mohammadia, d'El Harrach et enfin d'Hussein Dey, dont 06 stations sont a disposition: la station Cité du 8 mai 1945; la station Cité universitaire - CUB1; la station Bab Ezzouar - Le Pont; la station Cité 5 juillet; la station Université de Bab Ezzouar (USTHB) (ce qui facilite le trajet pour les étudiants venus de loin); et enfin la station Cité Rabia Tahar.
La commune dispose d'une gare ferroviaire SNTF du Réseau ferré de la banlieue d'Alger, située non loin de l'USTHB et du Quartier d'affaires de Bab Ezzouar.
Au niveau de l’arrêt de bus de Bab Ezzouar plusieurs lignes de bus de transport vont vers les destinations: Bordj El Kiffan; Dar El Beïda; Oued Smar (quartier Beaulieu); El Harrach (vers rue Tabount Belkacem - Cité HLM, quartier La Vigerie ou vers quartier Boumaati); Hussein Dey; Caroubier; La Glacière; Cinq-Maisons; El Hamiz; Rouiba; Réghaia; Boudouaou; Boumerdès; ainsi que les lignes passant par la RN no 5 reliant Alger (Kitani, Tafourah, Champ-de-Manœuvre).
La commune sera desservie en 2026 par la Ligne 1 du métro d'Alger avec 4 nouvelles stations : Université Houari Boumédiène qui facilitera la desserte de l'université, la Rabia Tahar, la Smaïl Yefsah et Centre des Affaires, reliant Bab Ezzouar à l'Aéroport Houari-Boumédiène et au centre d'Alger

## Urbanisme
Bab Ezzouar est une ville composée de cités « dortoirs » construites successivement depuis la fin des années 1970 sur une ancienne plaine marécageuse, et plus récemment au Nord-Est de la commune face à la Cité du 8 mai 1945 s'est érigé un quartier résidentiel (lotissement) "sauvage" nommé Douzi, apparus depuis les années 1990, s'étendant sur plus de 30 hectares sur l'ancien terrain agricole de l'ex-ferme Mohamed Douzi, la commune n'a pas réellement de centre-ville bien qu'elle accueille plusieurs administrations.
La commune est composée de plusieurs cités distinctes que sont : la Cité Smail Yefsah (2068 logements) [située au centre de la commune]; la Cité Soummam [située au centre et au nord-est de la commune]; la Cité Sidi M'hamed; la Cité du 5 juillet 1962 [située au sud de la commune]; la Cité Rabia Tahar [située au centre de la commune]; la Cité El Djorf [située à l'ouest]; la Cité EPLF (1080 logts); la Cité 1200 logts; la Cité de la concorde civile (AADL 2); la Cité AADL 1; la Cité du 8 mai 1945 (SORECAL) [située au nord de la rocade nord d'Alger] "qui elle est divisée en plusieurs quartiers:les Jaunes - les Marrons - les Roses - les Vert - les Palmiers - cité militaire - la CNEP - cité El Moudjahidin - cité la Casbah".
La commune est composée de plusieurs lotissements aussi et sont: le lotissements Abderrahmane Douzi 1 à 4; et le lotissements Boukashi 1 à 8, (quartier résidentiel et commercial de la communauté chinoise d'Alger en Algérie) [CHINATOWN D'ALGER].

## Toponymie
Bab Ezzouar (en arabe : باب الزوار dont la traduction en français est: Porte des visiteurs) n’étant qu'un nom donné lors de l'extension de la ville d’Alger (la commune est issue du découpage administratif de 1984), son nom est issu de sa proximité avec l'aéroport d'Alger où débarquent les visiteurs et n'a donc pas de lien avec les sept portes de la veille médina d'Alger.

## Histoire
Connue sous l'appellation de Retour de la chasse lors de la colonisation française, il ne subsiste de cette époque que deux petits hameaux : un hameau [français] : le long de l'ancienne route nationale en direction de l'aéroport d'Alger, et un autre hameau [autochtone] : nommé Sidi M'hamed en bordure d'autoroute derrière la Cité du 8 mai 1945.

## Politique et administration

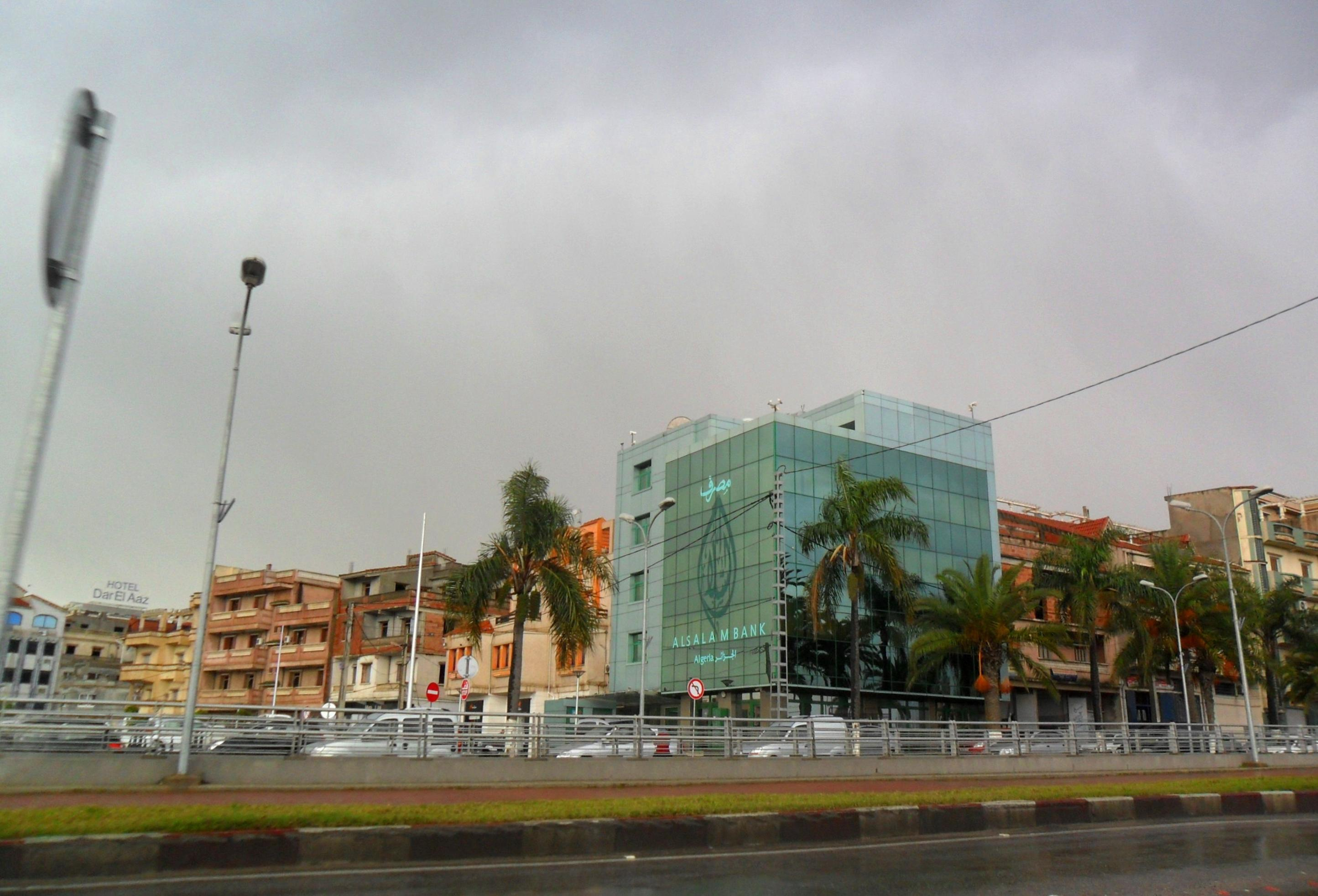
Banque Al Salam.

La commune de Bab Ezzouar fait partie la Daïra de Dar El Beïda, son siège se situe dans la commune de Bab Ezzouar au Nord de la mairie.
La mairie de la commune de Bab Ezzouar se situe exactement dans la cité Rabia Tahar en face du CEM Lala Fatma N'Soumer pas loin de la station tramway Bab Ezzouar - Le pont, et possède une autorité d'un espace de 8,02 km2.
le tribunal Dar El Beïda se situe à l'Ouest de la commune Bab Ezzouar.

## Économie
L'économie de la commune dépend essentiellement du secteur des services, en particulier avec le quartier d'affaires situé  au sud-est de la commune. Il abrite les sièges sociaux de plusieurs entreprises :Mobilis, Ooredoo Algérie, Algérie Poste, CMA-CGM, etc.
Aux bureaux s'ajoute notamment l'activité commerciale générée par Centre Commercial et de loisirs de 45 000 m2 qui s'étend sur 3 étages, plus deux tours de bureaux de 20 000 m2.

## Population et société

### Démographie
Bab Ezzouar est en train de devenir la 4e commune d'Alger par sa population après Alger, Oran et Constantine mais aussi la plus dense.
| 1987   | 1998   | 2008   |
| ------ | ------ | ------ |
| 53 719 | 92 157 | 96 597 |

### Enseignement
Il existe 28 écoles primaire au sein de la commune de Bab Ezzouar, ainsi que 9 collèges à Bab Ezzouar et sont cités : le CEM Lala Fatma N'Soumer; le CEM Ibn Rachik; le CEM Les Frères Medour; le CEM Fadila Saadane; le CEM Ibn Rochd; le CEM Oum Habiba; le CEM Dr Yahia Bouaziz; le CEM Mustapha Ferroukhi; et enfin le CEM Yamina Ecchaib.
Il y a cinq lycées à Bab Ezzouar : les lycées Lebdjaoui Mohamed 1 & 2; le lycée Mohamed Mazari;le lycée Mustapha Lachrafet enfin le lycée Hussein Ait Ahmed.
L'Université des sciences et de la technologie Houari-Boumediene (USTHB) est une des universités les plus importantes du pays qui accueille près de 45 000 étudiants en 2018, mais aussi la nouvelle école nationale supérieure vétérinaire (ENSV) voie le jour après démolition de l'ancienne ferme de l'institut agronomique de Belfort (Hassen Badi) datant de l'époque coloniale française.
La ville de Bab Ezzouar possède 3 cités universitaires : CUB (Cité Universitaire de Bab Ezzouar) ou RUBE (Résidence Universitaire de Bab Ezzouar) 1 & 3 pour les garçons et la 4 pour les filles. Une nouvelle cité universitaire pour filles (celle d'El Alia) est ouverte l'année 2019/2020 près de la cité des 498 logements et le quartier commerçant des Chinois « Chinatown ».

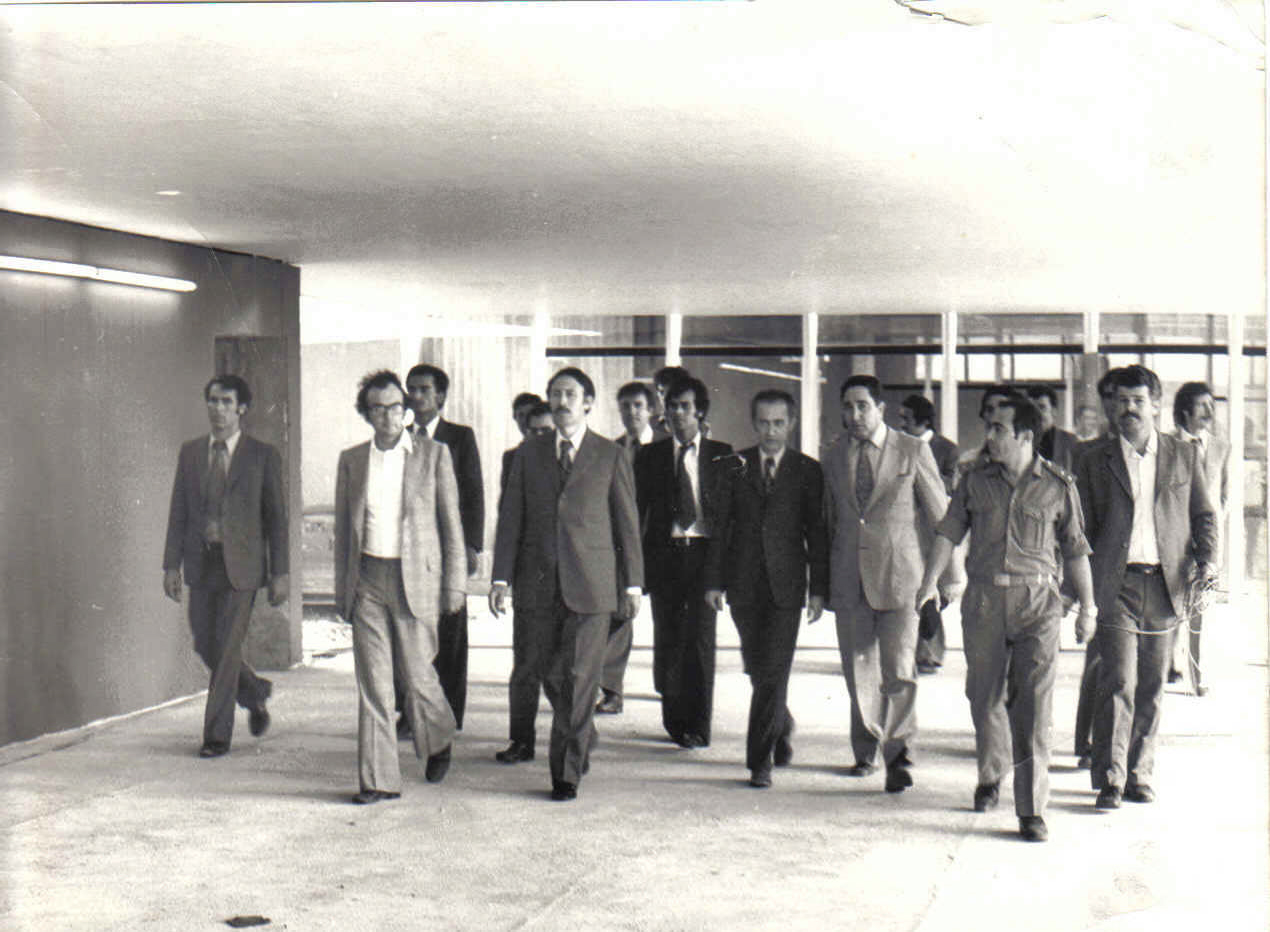
Inauguration de l'université en 1974, par le défunt président de la République Houari Boumédiène.
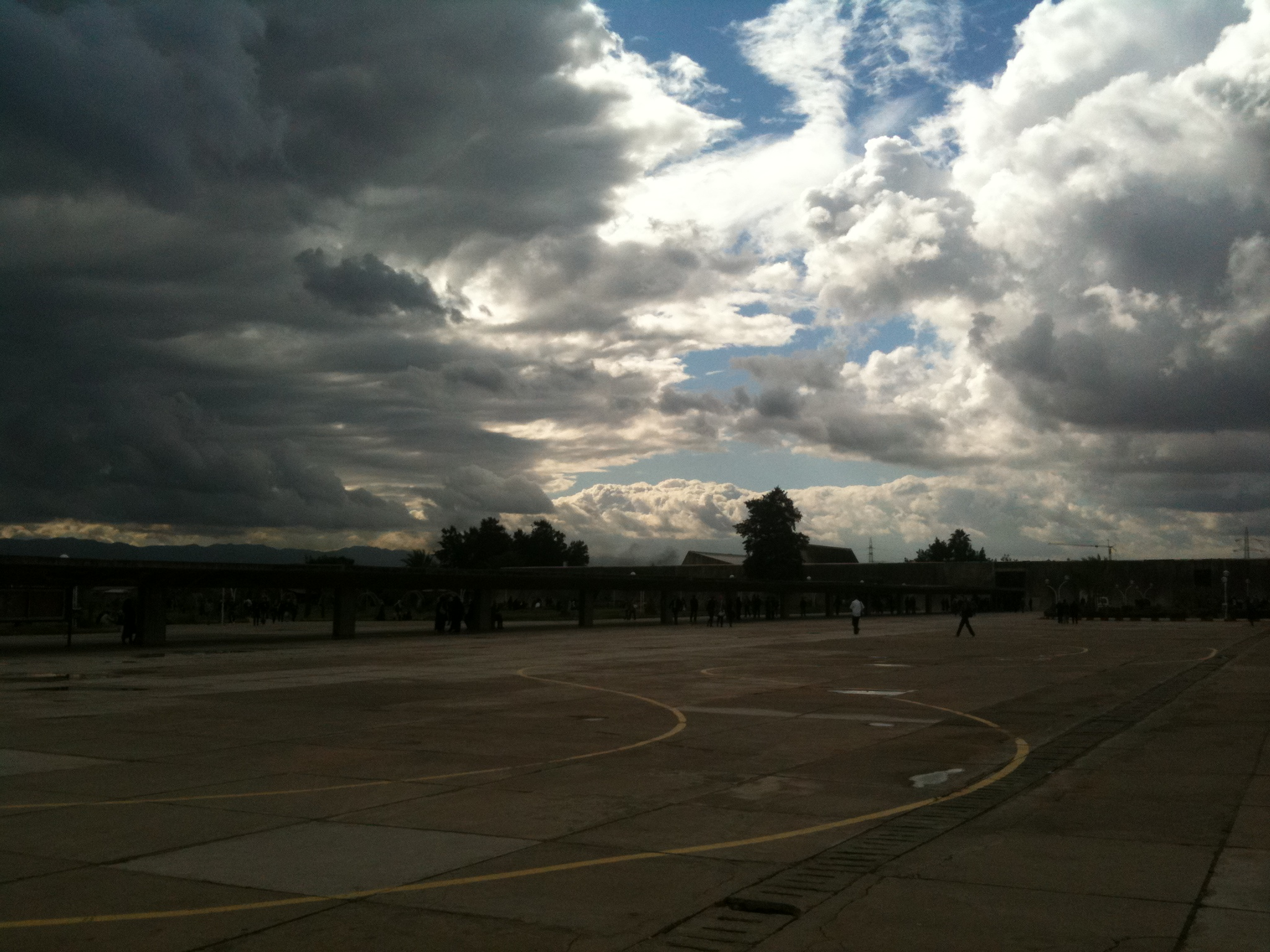
Vue de depuis la cour de l’université.

## Sports
Le club de football de la commune est le Nadjem Riadhi Baladiat Bab Ezzouar NRBBE (rouge et noir).
La commune dispose de plusieurs équipement sportif : une piscine semi-olympique Baha M'Hmed inauguré en 2006 au quartier 5 juillet 1962, un Stade de football en tuf du club de football Bab Ezzouar appelé Mohamed Bentalha, une salle de sport et de fitness FITNESS WORLD SIFAKS, et de plusieurs stades de football qui sont réservés aux habitants de la commune:
- Le stade de football du sud de Douzi 2
- Le stade de football de Bab Ezzouar - le pont
- Le stade de football de Rabia Taher
- Le stade de football de Soummam
- Le stade de football de la cité CUB3
- Le stade de football de l'AADL 1
- Le stade de football de Smail Yefsah
- Le stade de football de Bab Ezzouar - Centre
- Le stade de football de Bab Ezzouar - 5 juillet
- 2 stades de football du parc 5 juillet (Josip Tito)
- 2 stades de football de Bab Ezzouar - EPLF
- 2 stades de football de Sorecal - les marrons
- 2 stades de football de Sorecal - les verts
- 3 stades de football de Sorecal - les roses

## Religion
Malgré la présence d'autres religions, l'Islam est la religion la plus pratiquée du pays.
Un cimetière musulman se situe dans la cité 08 mai 1945, Sorecal (Sidi M'hamed).

## Culture locale et patrimoine
La commune abrite le square Tito en hommage au Josip Broz Tito (1892-1980), président de la Yougoslavie, pour son  soutien au FLN pendent la guerre d'indépendance algérienne. Une statue de à son effigie est érigée au centre du square.

## Personnalités liées à la commune
- Smaïl Yefsah (1962-1993) : journaliste, y habita et fut assassiné en 1993 sur le parking de la cité qui porte désormais son nom.
- Rafik Saïfi (1975-) : footballeur y est né et y a grandi, plus précisément à la cité Sorecal, immeuble no 15A.
- Zaho (1980-) : chanteuse, y est née et y a grandi, plus précisément à la cité Rabia Tahar, immeuble no 13.
- Anes Tina (1989-) : l'humoriste y a grandi y a vécu là-bas, plus précisément dans le quartier Sidi M'hamed.